# Josep Vallet i Piquer
Josep Vallet i Piquer (Sarral, Conca de Barberà, 22 de desembre de 1833 - Barcelona, 15 de març de 1909), fou un sacerdot i col·leccionista d'art català.
Era fill de Rafael Vallet i Padreny (1808-1888) i de Maria Piquer i Balcells (1808-). Va estudiar llatinitat, humanitats, filosofia, teologia i cànons sagrats al Seminari Conciliar de Barcelona. Fou ordenat sacerdot el mes de juny de 1858, i el 1861 va obtenir el grau de doctor en sagrada teologia. Posteriorment, l'any 1871 va ser nomenat catedràtic de metafísica i lògica a les classes d’ampliació del batxillerat, al Seminari Conciliar. Les seves primeres destinacions foren la de vicari a les esglésies parroquials de Sant Cugat del Vallès i de Sant Bartomeu de Sitges. El 1861 va ser nomenat capellà de la comunitat de religioses del Sagrat Cor de Jesús, establerta a Sarrià, i el 1853 capellà de les religioses del col·legi de Nostra Senyora de Loreto, al barri de les Corts.
El 1883 va guanyar la plaça, mitjançant oposició, de canonge magistral de la catedral de Barcelona. Aquell mateix any fou nomenat rector del Seminari Conciliar de Barcelona, càrrec que hauria exercit amb tota probabilitat fins al 1893.
Pel que fa a la seva vessant de col·leccionista d'art, aquesta començà durant la dècada de 1870, i que exerciria de forma sostinguda fins a la seva mort. Entre els fets més rellevant en aquest camp, destaca la fundació el mes d'octubre de 1877 de l'Asociación Artístico-Arqueológica de Barcelona, que presidia Josep Puiggarí i Llobet. A partir de llavors, Vallet va prestar obres de la seva col·lecció a diferents exposicions d'art impulsades des de l'associació. La seva col·lecció d'art estava instal·lada al número 86, baixos i principal, del carrer de Bailén de Barcelona. En morí Vallet, i segons constava al seu testament, tota la seva col·lecció d'art es va llegar al capítol de la Catedral de Barcelona, els objectes de la qual s'hi van traslladar el 19 de maig de 1909. L'ingrés d'aquest llegat fou un dels factors que propicià la creació del Museu de la Catedral de Barcelona.